# О Се Джон
О Се Джон (кор. 오세종) — південнокорейський ковзаняр, спеціаліст з бігу на короткій доріжці, олімпійський чемпіон, чемпіон світу та призер чемпіонатів світу.
Золоту олімпійську медаль та звання олімпійського чемпіона О здобув разом із товаришами з південнокорейської команди в естафеті на 5000 м на Туринській олімпіаді 2006 року.
2016 року О загинув, розбившись на мотоциклі.

## Зовнішні посилання
- Досьє на www.sports-reference.com [Архівовано 15 грудня 2012 у Wayback Machine.]

## Виноски
1. 1 2  http://www.stuff.co.nz/sport/olympics/81556541/olympic-skating-gold-medalist-oh-sejong-killed
2. ↑  Find a Grave — 1996.
3. ↑  Olympedia — 2006.
4. ↑  Torino 2006 Official Report - Short Track Speed Skating (PDF). Torino Organizing Committee. LA84 Foundation. March 2009. Процитовано 24 травня 2009.
5. ↑  Ex-Olympic short track champ killed in motorcycle crash. The Korea Times. 28 червня 2016. Процитовано 29 червня 2016.